# 模擬交通試驗版
模擬交通試驗版（英文：Simutrans experimental）是一個开放源代码交通模擬遊戲模擬交通於2009年發行的外傳。它可以工作在Microsoft Windows、BeOS、Mac OS X或Linux。這個遊戲集中於貨運、集體運輸、郵遞及電力輸送，玩家可以從遊戲中興建城市、道路、鐵路、電車、單軌鐵路、磁浮列車、機場、運河等城市設施。遊戲程式原由James E. Petts編寫。

## 支援圖檔
現在只支援Pak128Britian。

## 新功能

### 經濟及財政
- 收入計算
- 債務處理
- 歷史上的工業
- 衍生乘客
- 行車時間計算
- 私家車
- 誤點的車輛運行費用
- 固定維護費用
- 自訂城市大小
- 量表

### 操作
- 替乘客和貨物選擇路徑
- 處理擠迫情況
- 重量限制
- 轉彎
- 爬山
- Steam physics
- 行車限制
- 倒車
- 載入時間
- 過度擁擠

### 雜項
- 自動更換車隊
- 車輛升級
- 自動信號建設
- 城市電氣化

## 外部連結
- SimuTrans Homepage （页面存档备份，存于）
- Download Simutrans Experimental （页面存档备份，存于）
- More details about Simutrans Experimental